# Luigi Motta
Luigi Motta (Bussolengo, 11 luglio 1881 – Milano, 18 dicembre 1955) è stato uno scrittore, commediografo e giornalista italiano della prima metà del Novecento, autore di numerosi romanzi di avventura e di fantascienza, scritti prevalentemente sulla scia di Emilio Salgari.

## Biografia

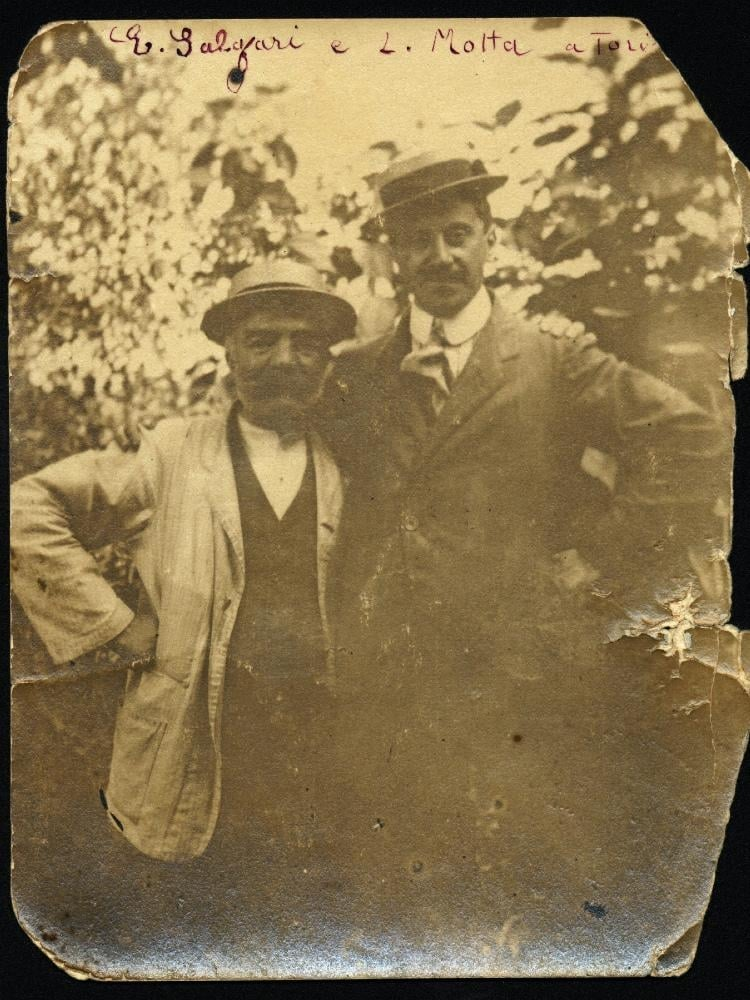
Luigi Motta (a destra) con Emilio Salgari a Torino. Foto Biblioteca civica di Verona.

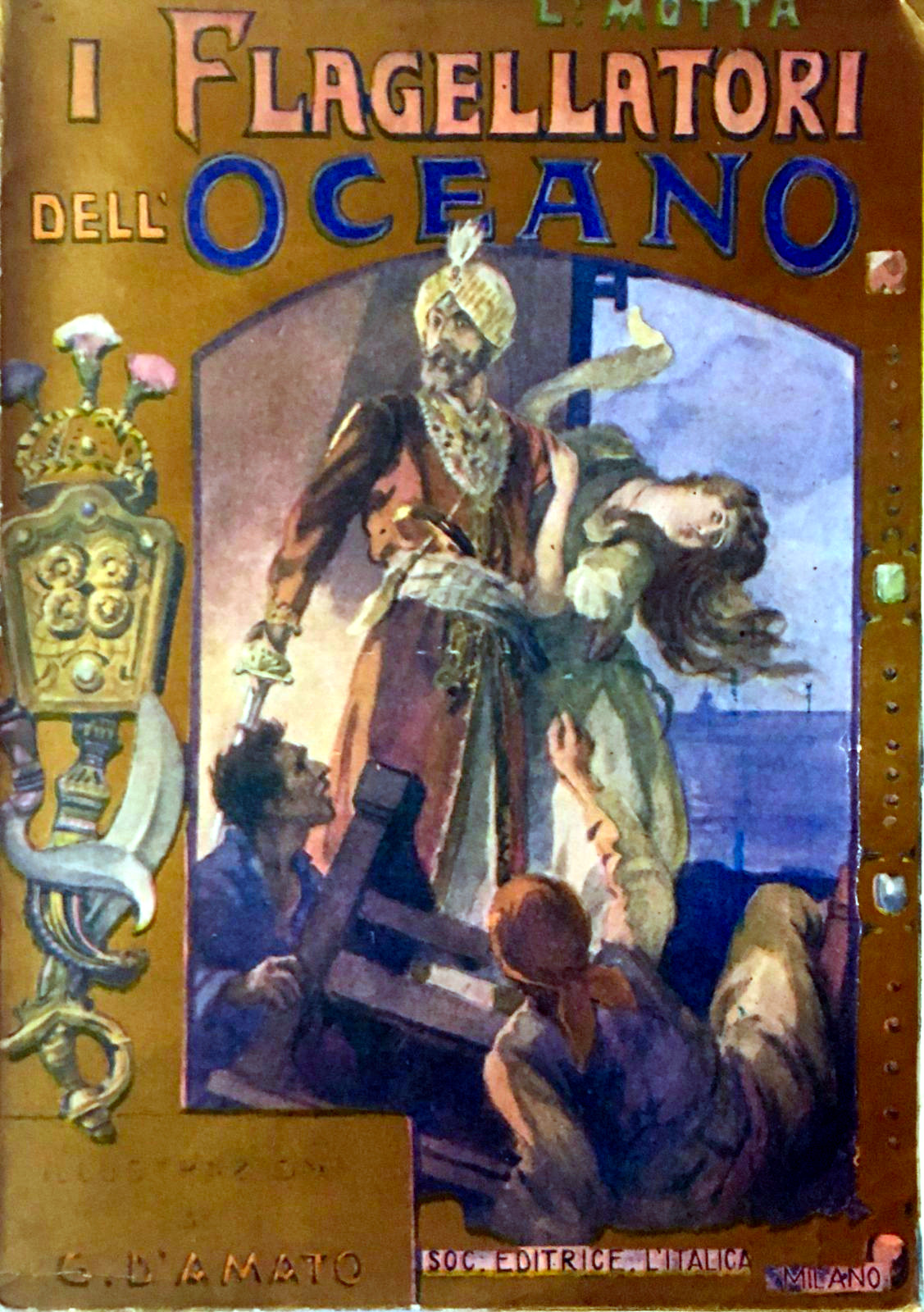
Copertina de I flagellatori dell'oceano, collana Collezione dei "Viaggi Straordinari" di Luigi Motta, Milano, L'Italica, 1923. Illustrazione di Gennaro D'Amato.

Nacque a Bussolengo in provincia di Verona nel 1881. Nel 1900 il suo primo romanzo I flagellatori dell'oceano conquistò il primo premio di un concorso bandito da Donath di Genova, l'editore delle opere di Emilio Salgari, il quale gli scrisse una lunga prefazione e a cui il romanzo venne dedicato. Sulla scia del conterraneo Salgari costruì una fortunata carriera che gli diede una certa ricchezza (differentemente dal maestro). Fondò a Verona la rivista di viaggi e avventure Intorno al Mondo. Pubblicò numerosi romanzi d'avventura (oltre 100), parte dei quali in realtà scritti da vari ghost writer, numerosi in quegli anni. Pubblicò inoltre una serie di apocrifi salgariani, romanzi firmati assieme a Emilio Salgari ma in realtà scritti da Motta o da Emilio Moretto.
Motta, pur limitandosi in genere all'imitazione di Salgari, si proponeva tuttavia di "voler dare un taglio scientifico al romanzo d'avventura" ponendosi tra Verne e Poe e, secondo alcuni, dimostrò una certa vena indipendente nelle sue storie fantascientifiche.
Il romanzo La principessa delle rose, pubblicato nel 1911 e scritto tre anni prima da Motta sulla scia dei romanzi sulla guerra futura, sulla necessità di un riarmo europeo e sul "pericolo giallo", è una storia fantapolitica ambientata nel XXI secolo che descrive lo svolgimento di un conflitto combattuto con armi del futuro contro una confederazione asiatica nemica dell'Occidente.
Motta pubblicò varie opere assieme al suo collaboratore Calogero Ciancimino, la più famosa delle quali è Il prosciugamento del Mediterraneo (1923), ambientata nel futuro 1956. Diresse inoltre l'unica collana di genere fantastico-fantascientifico ben caratterizzata della prima metà del secolo, la Biblioteca fantastica dei giovani italiani (1907), che pubblicò due serie di otto brochure di sedici pagine dedicate a opere fantascientifiche, fantastiche, dell'orrore e realistiche di autori italiani, anche sotto pseudonimi stranieri.
Durante la Seconda guerra mondiale, fu imprigionato per l'aiuto fornito agli inglesi in fuga. A metà strada fra Palazzolo (Sona) e Bussolengo possedeva una casa di famiglia in località Montemarino, forse utilizzata per tali operazioni. I suoi ricordi di quel periodo furono raccolti nella sua autobiografia, uno dei suoi ultimi scritti, pubblicato postumo nel 2010.
Le opere di Motta furono tradotte in Francia dagli editori Tallandier, Delagrave e Ferenczi; oltre al francese, alcune opere sono state tradotte in spagnolo, inglese e ceco.

## Opere

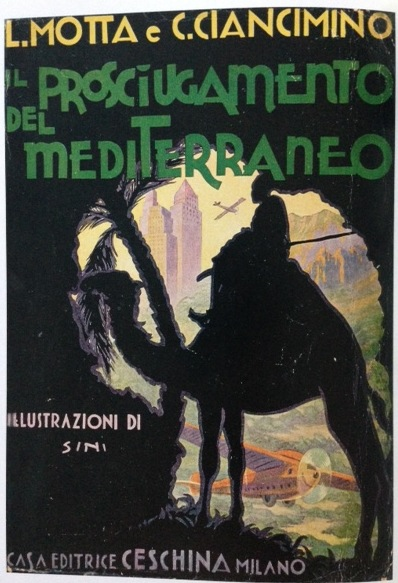
Il prosciugamento del Mediterraneo (1931), firmato assieme a Calogero Ciancimino. Illustrazione di Tarquinio Sini.

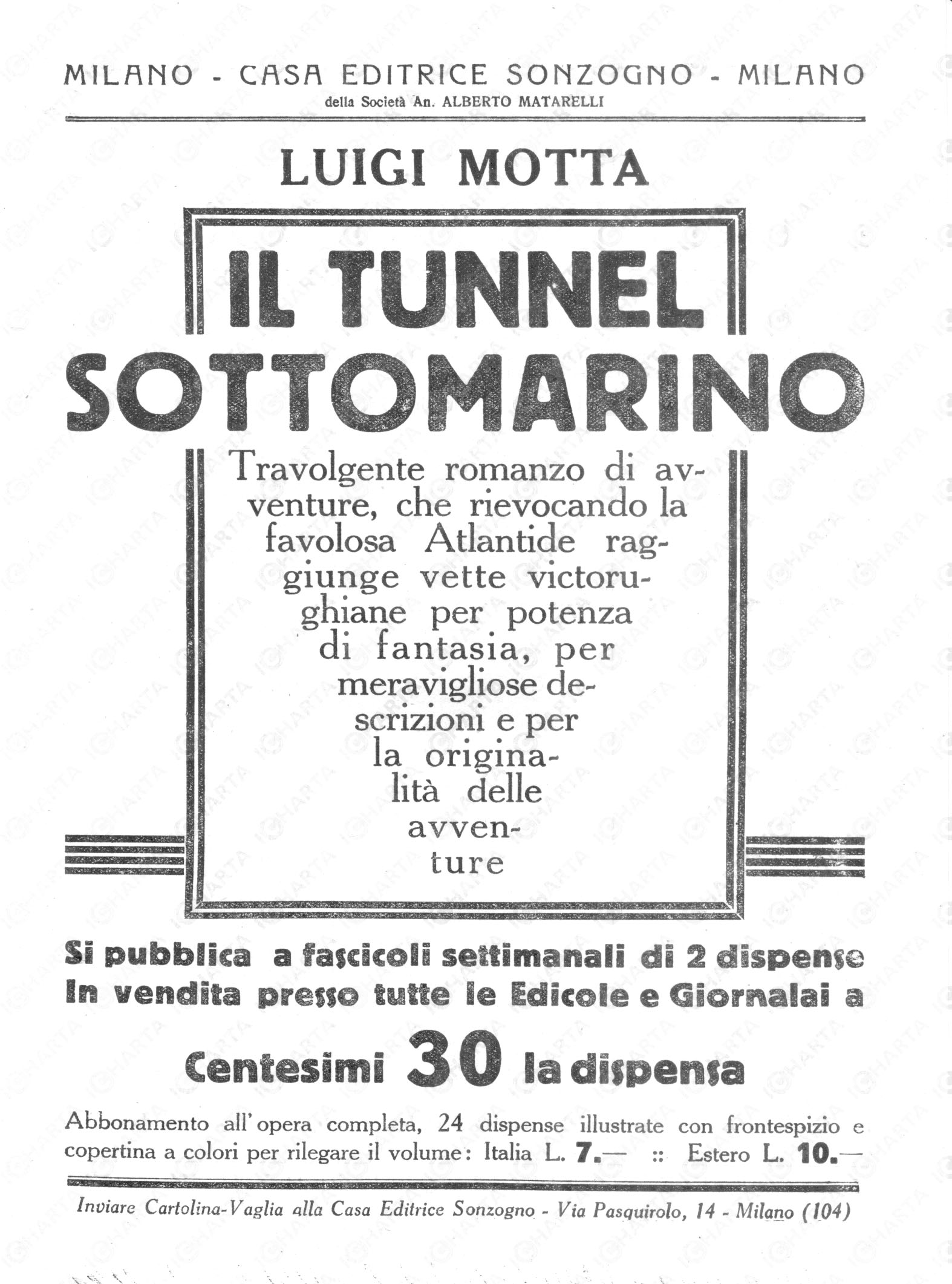
Volantino pubblicitario per il romanzo pubblicato a dispense Il tunnel sottomarino, Sonzogno, 1927.

### Romanzi
Fonte

#### Ciclo dei Ramavala, o del mare indiano
- I flagellatori dell'oceano, Donath, Genova, 1901; Società Editrice L'Italica, Milano, 1923; Bemporad, Firenze, anni venti (anche: I flagellatori dell'Oceano Indiano, Viglongo, Torino, anni cinquanta e ristampa 1972) (ripubblicato in due parti: Il corsaro di Ceylon e I flagellatori dell'Oceano, O.L.M., Milano, anni trenta; S.A.D.E.L., Milano, anni quaranta - Il primo anche: Il corsaro di Ceylan o Il pirata di Ceylan)
- I misteri del mare indiano, Speirani, Torino, 1903; Società Editrice Milanese, Milano, 1907; G. Celli, Milano, anni venti; Società Editrice L'Italica, Milano, anni venti; Bemporad, Firenze, anni venti; Viglongo, Torino, 1951 e 1959 (ripubblicato in due parti: I misteri del Mare Indiano e La tigre di Klematan, O.L.M., Milano, 1935; S.A.D.E.L., Milano, anni quaranta)
- Il dominatore della Malesia, Treves, Milano, 1909; Società Editrice L'Italica, Milano, anni venti; Bemporad, Firenze, anni venti; Viglongo, Torino, anni cinquanta (ripubblicato in due parti: La pagoda nera e Il dominatore della Malesia, S.A.D.E.L., Milano, 1936 e 1946)
- Il re della jungla (con Calogero Ciancimino), La Recentissima, Milano, 1934; Edizioni Illustrate "Le Grandi Avventure", Milano, 1935; S.A.D.E.L., Milano, anni quaranta; Viglongo, Torino, 1955
- Il diadema di Nana Sahib, O.L.M., Milano, 1934; S.A.D.E.L., Milano, 1939 e 1947; Viglongo, Torino, anni cinquanta (anche: I diamanti della corona (?), Società Editrice L'Italica, Milano, anni venti)
- La Malesia in fiamme, O.L.M., Milano, 1935; S.A.D.E.L., Milano, 1936; Viglongo, Torino, anni cinquanta
- La pantera del Tipperah, O.L.M., Milano, 1935; S.A.D.E.L., Milano, anni quaranta; Viglongo, Torino, 1958 (anche: La pantera di Tipperah o La pantera del Tiperak)
- L'impero dei Ramavala, S.A.D.E.L., Milano, 1937 e 1947; Viglongo, Torino, 1958
- La regina di Syda Darmay, C.E.M. (Casa Editrice Milieri), Milano, 1945; Viglongo, Torino, 1955
- I due leoni, Viglongo, Torino, 1954

#### Ciclo dell'Africa australe
- I drammi dell'Africa australe, G. Celli, Milano, 1902 e anni venti; O.L.M., Milano, anni trenta (anche: Un dramma nell'Africa australe, Mondadori, Milano, 1932; Viglongo, Torino, anni cinquanta; anche: Il cacciatore di leoni, Società Editrice L'Italica, Milano, 1922; Bemporad, Firenze, anni venti; ripubblicato in due parti: Il cacciatore di leoni e Un dramma nell'Africa australe, S.A.D.E.L., Milano, 1936 e 1947)
- Il segreto dei Re Bassutos, G. Celli, Milano, 1902 e XX anni venti; Società Editrice L'Italica, Milano, 1922; XX Bemporad, Firenze, anni venti; XX O.L.M., Milano, anni trenta; Mondadori, Milano, 1932; S.A.D.E.L., Milano, 1936 e 1947; Viglongo, Torino, 1955

#### Ciclo della rivoluzione indiana
- Gli abbandonati del «Galveston», G. Celli, Milano, 1902 e anni venti; Società Editrice L'Italica, Milano, 1923; Bemporad, Firenze, anni venti; O.L.M., Milano, 1934; S.A.D.E.L., Milano, 1935; Viglongo, Torino, 1954
- Il vendicatore di Brahama, G. Celli, Milano, 1908; Società Editrice L'Italica, Milano, 1923; Barion, Sesto San Giovanni, 1932 e 1935; Aurora, Milano, 1934; Viglongo, Torino, anni cinquanta (anche: Il Vendicatore di Brahma)

#### Ciclo degli adoratori
- Il raja di Koringa, Speirani, Torino, 1903 (anche: L'aquila dell'Indostan, Società Editoriale Milanese, 1907; ampliamento della storia precedente; anche: Il trionfo di un impero, Bemporad, Firenze, 1922; Società Editrice L'Italica, Milano, anni venti; O.L.M., Milano, anni trenta; Fabbri, Milano, 1970)
- Gli adoratori del fuoco, Bemporad, Firenze, 1921; Società Editrice L'Italica, Milano, anni venti; O.L.M., Milano, anni trenta; Olimpia (Gruppo Vallecchi), Firenze, 1950; Fabbri, Milano, 1956 e 1970; in 17 puntate sul settimanale Selezione dei Ragazzi, Fabbri, Milano, dal n. 12 del 15 marzo 1962 al n. 4 del 15 novembre 1962.)
- L'anello di Zerdesth, Nerbini, Firenze, 1909 (?)

#### Ciclo di Bisanzio
- Fiamme sul Bosforo, Treves, Milano, 1913; Bemporad, Firenze, anni venti; Sonzogno, Milano, 1926; Viglongo, Torino, anni cinquanta (pubblicato a puntate nel mensile Il Secolo XX, Treves, Milano, gennaio-novembre 1912; ripubblicato in due parti: Fiamme sul Bosforo e Il leone dei Saraceni, Società Editrice L'Italica, Milano, anni venti; Bemporad, Firenze, anni venti; ripubblicato in due parti: Fiamme sul Bosforo e Il leone d'Oriente o I leoni d'Oriente, O.L.M., Milano, 1935; S.A.D.E.L., Milano, 1940; prima parte Fiamme sul Bosforo anche come La fine di Bisanzio, S.A.D.E.L., Milano, 1939)

#### Ciclo dei tempi futuri
- Il sommergibile fiammeggiante (vero autore: Emilio Moretto), L'Oceano Casa Editrice Italiana, Napoli, 1924 (pubblicato originalmente in 39 fascicoli); a puntate sul settimanale Gente Nostra - Illustrazione Fascista, a partire dal n. 46 del 18 novembre, 1934-35 con il titolo di L'inferno sul mondo
- I giganti dell'infinito, Barion, Sesto San Giovanni, 1934; O.L.M., Milano, 1934; Barion, Sesto San Giovanni, 1934 e 1935; S.A.D.E.L., Milano, 1947; Viglongo, Torino, anni cinquanta
- La battaglia dei ciclopi, Barion, Sesto San Giovanni, 1935; O.L.M., Milano, 1935; S.A.D.E.L., Milano, 1947
- L'isola di ferro, S.A.D.E.L., Milano, 1935

#### Ciclo del west
- L'occidente d'oro - Avventure fra i pelle-rosse del Canadà, Treves, Milano, 1911; Edizioni Italo Americane, anni trenta; Aurora, Milano, 1934; Viglongo, Torino, anni cinquanta (ripubblicato in due parti: L'Occidente d'oro e Lo scotennatore della prateria, Società Editrice L'Italica, Milano, 1922; Bemporad, Firenze, anni venti; S.A.D.E.L., Milano, 1939 - il secondo anche: Il terrore della prateria ?)
- Il nemico di Buffalo Bill (con Calogero Ciancimino), Aurora, Milano, 1934; O.L.M., Milano, 1934 (anche: I nemici di Buffalo Bill, Uggè, Milano, 1947; Industrie Grafiche Lombarde Alba, Milano, 1948, Prima serie della nuova collezione dei romanzi d'avventure di Luigi Motta; anche: Buffalo Bill contro «Nube Rossa», Viglongo, Torino, 1950; ampiamente rimaneggiato e sintetizzato come Gli scotennatori della prateria, Uggè, Milano, 1947; Industrie Grafiche Lombarde Alba, Milano, 1949, Prima serie della nuova collezione dei romanzi d'avventure di Luigi Motta.[12]
- Il figlio di Buffalo Bill - Racconti e avventure delle praterie (con Calogero Ciancimino), Edizioni Illustrate "Le Grandi Avventure", Milano, anni trenta; Aurora, Milano, 1934; O.L.M., Milano, anni trenta (in 12 fascicoli).[13]
- Il tigre bianco, S.A.S. e S.A.I.E., Torino, 1956 (postumo)
- Il ritorno del figlio di Buffalo Bill (con Calogero Ciancimino; scritto interamente da Ciancimino), Edizioni Illustrate "Le Grandi Avventure", Milano, 1935.

#### Con Emilio Salgari
(Apocrifi salgariani con firma abbinata Salgari-Motta)
- I naufraghi dell'Hansa, Mondadori, 1921
- Il Brick del diavolo, Società Editrice L'Italica, 1923 (raccolta firmata dal solo Salgari, contenente in buona parte racconti originali salgariani, con titolo arbitrariamente modificato)[2]
- Addio Mompracem!, Sonzogno, 1924 (da alcuni attribuito a Emilio Moretto)[2]
- I cacciatori del Far-West, Bottega di Poesia, 1925
- La Tigre della Malesia, Sonzogno, 1926 (da alcuni attribuito a Emilio Moretto)[2]
- Il naufragio della Medusa, Sonzogno, 1926
- Lo scettro di Sandokan, Sonzogno, 1927 (da alcuni attribuito a Emilio Moretto)[2]
- La gloria di Yanez, Sonzogno, 1927 (da alcuni attribuito a Emilio Moretto)[2]
- Sandokan il Rajah della Jungla nera, Viglongo, 1950

#### Altri romanzi
(elenco parziale)
- Il raggio naufragatore (anche Il raggio disintegratore), Speirani, Torino, 1903; Società Editrice L'Italica, Milano, anni venti; Sonzogno, 1927; Barion, Sesto San Giovanni, nel 1931, 1932, e 1934 pubblicato insieme a L'occhio di fuoco; Edizioni Illustrate "Le Grandi Avventure", Milano, 1935, 1937; C.E.M., Milano, 1945.
- Il tunnel sottomarino, Treves, Milano, 1912; Sonzogno, Milano, 1927; ripubblicato in due parti, Il tunnel sottomarino e L'isola di ferro, XX Società Editrice L'Italica, Milano, anni venti; XX Bemporad, Firenze, anni venti; O.L.M., Milano, 1935; S.A.D.E.L., Milano, 1936 e 1947; Barion, Sesto San Giovanni, 1947.
- La principessa delle rose, Treves, Milano, 1912; XX Società Editrice L'Italica, Milano, anni venti; Bemporad, Firenze, 1930; XX O.L.M., Milano, anni trenta; XX Viglongo, Torino, anni cinquanta.